# Hydrocanthus guignoti
Hydrocanthus guignoti is een keversoort uit de familie diksprietwaterkevers (Noteridae). De wetenschappelijke naam van de soort werd in 1985 gepubliceerd door Young.